# Marjana Schott

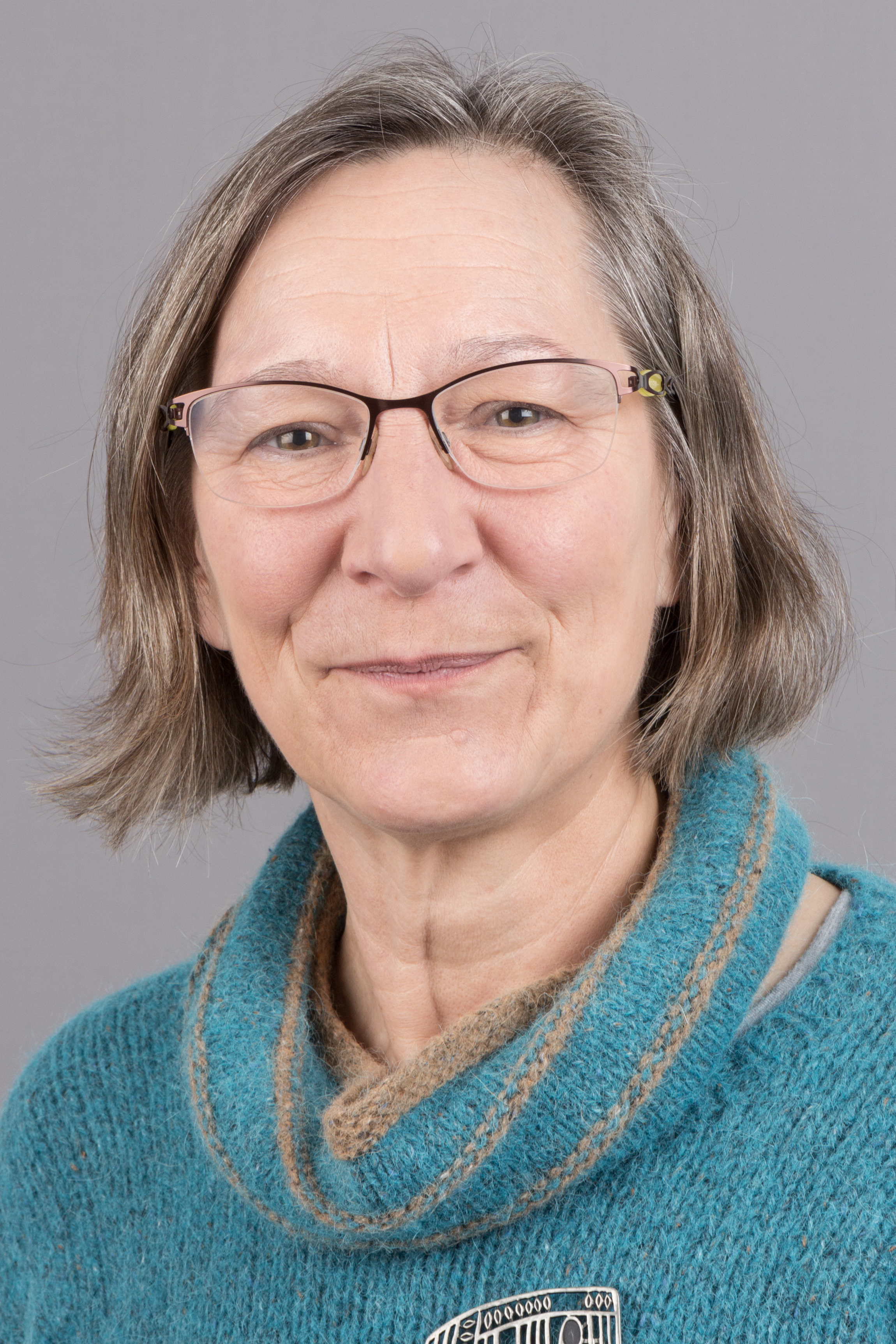
Marjana Schott (2016)

Marjana Schott (* 2. Dezember 1958 in Bad Hersfeld) ist eine deutsche Politikerin (Die Linke). Von 2008 bis 2018 war sie hessische Landtagsabgeordnete.

## Leben
Marjana Schott machte nach dem Abitur in Kassel zwischen 1979 und 1982 eine Ausbildung zur Buchhändlerin und arbeitete danach im Ausbildungsbetrieb. Von 1986 bis 1991 studierte sie Sozialpädagogik an der Gesamthochschule Kassel und war 1992 bis 2002 als Sozialpädagogin beim Landkreis Kassel beschäftigt.
Seit 2002 ist sie freiberufliche Insolvenzverwalterin. Von 2001 bis 2006 hatte sie einen Lehrauftrag an der Gesamthochschule Kassel. Marjana Schott wurde 2002 Mitglied der PDS (ab 2007: Die Linke). Von 2005 bis Sommer 2008 war sie in Hessen stellvertretende Landesvorsitzende. Bei der Landtagswahl in Hessen 2008 wurde sie über die Landesliste der Partei Die Linke in den Hessischen Landtag gewählt, in deren Landtagsfraktion sie den Posten der Parlamentarischen Geschäftsführerin innehatte.
Für die Landtagswahl in Hessen 2009 wurde sie auf Platz 2 der Landesliste der Linken gewählt.
Bei der Landtagswahl in Hessen 2013 trat sie im Wahlkreis Kassel-Stadt II an. Hier unterlag sie gegen Wolfgang Decker. Sie zog in den Landtag ein über die Liste der Partei. Bei der Landtagswahl 2018 kandidierte sie im Wahlkreis Kassel-Land II und erreichte dort 5,8 % der Wahlkreisstimmen. Da sie jedoch nicht entsprechend auf der Landesliste ihrer Partei abgesichert war, schied sie aus dem Landtag aus. Am 24. November 2018 wurde sie auf dem Landesparteitag in Gießen zu einer der beiden stellvertretenden Landesvorsitzenden der Linken in Hessen gewählt.
Am 21. April 2022 erklärte sie ihren Rücktritt als stellvertretende Landesvorsitzende aufgrund verschiedener Vorfälle wegen sexualisierter Gewalt im hessischen Landesverband der Linken. Zudem trat sie auch zeitgleich aus der Linkspartei aus. Inzwischen ist sie wieder Mitglied der Linken.
Marjana Schott ist verheiratet und hat einen erwachsenen Sohn.